# Lista państw świata według kontynentów

## Afryka

### Państwa
| Państwo                           | Stolica       | Nazwa oficjalna                                           | Ustrój polityczny       | Języki oficjalne                                                                     | Waluta                  |
| --------------------------------- | ------------- | --------------------------------------------------------- | ----------------------- | ------------------------------------------------------------------------------------ | ----------------------- |
| Algieria                          | Algier        | Algierska Republika Ludowo-Demokratyczna                  | republika               | arabski                                                                              | dinar algierski         |
| Angola                            | Luanda        | Republika Angoli                                          | republika               | portugalski                                                                          | kwanza                  |
| Benin                             | Porto-Novo 1) | Republika Beninu                                          | republika               | francuski                                                                            | frank CFA               |
| Botswana                          | Gaborone      | Republika Botswany                                        | republika               | angielski, tswana                                                                    | pula                    |
| Burkina Faso                      | Wagadugu      | Burkina Faso                                              | republika               | francuski                                                                            | frank CFA               |
| Burundi                           | Gitega        | Republika Burundi                                         | republika               | rundi, francuski                                                                     | frank burundyjski       |
| Czad                              | Ndżamena      | Republika Czadu                                           | republika               | francuski, arabski                                                                   | frank CFA               |
| Demokratyczna Republika Konga     | Kinszasa      | Demokratyczna Republika Konga                             | republika               | francuski, kongo                                                                     | frank kongijski         |
| Dżibuti                           | Dżibuti       | Republika Dżibuti                                         | republika               | francuski, arabski                                                                   | frank dżibutyjski       |
| Egipt                             | Kair          | Arabska Republika Egiptu                                  | republika               | arabski                                                                              | funt egipski            |
| Erytrea                           | Asmara        | Państwo Erytrea                                           | republika               | arabski, tigrinia                                                                    | nakfa                   |
| Eswatini                          | Mbabane 2)    | Królestwo Suazi                                           | monarchia absolutna     | suazi, angielski                                                                     | lilangeni               |
| Etiopia                           | Addis Abeba   | Federalna Demokratyczna Republika Etiopii                 | republika federalna     | amharski                                                                             | birr                    |
| Gabon                             | Libreville    | Republika Gabońska                                        | republika               | francuski                                                                            | frank CFA               |
| Gambia                            | Bandżul       | Islamska Republika Gambii                                 | republika               | angielski                                                                            | dalasi                  |
| Ghana                             | Akra          | Republika Ghany                                           | republika               | angielski                                                                            | cedi                    |
| Gwinea                            | Konakry       | Republika Gwinei                                          | republika               | francuski                                                                            | frank gwinejski         |
| Gwinea Bissau                     | Bissau        | Republika Gwinei Bissau                                   | republika               | portugalski                                                                          | frank CFA               |
| Gwinea Równikowa                  | Malabo        | Republika Gwinei Równikowej                               | republika               | hiszpański, francuski                                                                | frank CFA               |
| Kamerun                           | Jaunde        | Republika Kamerunu                                        | republika               | angielski, francuski                                                                 | frank CFA               |
| Kenia                             | Nairobi       | Republika Kenii                                           | republika               | suahili, angielski                                                                   | szyling kenijski        |
| Komory                            | Moroni        | Związek Komorów                                           | republika               | arabski, francuski, komoryjski                                                       | frank komoryjski        |
| Kongo                             | Brazzaville   | Republika Konga                                           | republika               | francuski                                                                            | frank CFA               |
| Lesotho                           | Maseru        | Królestwo Lesotho                                         | monarchia konstytucyjna | sotho, angielski                                                                     | loti                    |
| Liberia                           | Monrovia      | Republika Liberii                                         | republika               | angielski                                                                            | dolar liberyjski        |
| Libia                             | Trypolis      | Państwo Libia                                             | republika               | arabski                                                                              | dinar libijski          |
| Madagaskar                        | Antananarywa  | Republika Madagaskaru                                     | dyktatura wojskowa      | francuski, angielski, malgaski                                                       | ariary                  |
| Malawi                            | Lilongwe      | Republika Malawi                                          | republika               | cziczewa, angielski                                                                  | kwacha                  |
| Mali                              | Bamako        | Republika Mali                                            | republika               | francuski                                                                            | frank CFA               |
| Maroko                            | Rabat         | Królestwo Marokańskie                                     | monarchia konstytucyjna | arabski                                                                              | dirham marokański       |
| Mauretania                        | Nawakszut     | Islamska Republika Mauretańska                            | junta                   | arabski                                                                              | ugija                   |
| Mauritius                         | Port Louis    | Republika Mauritiusu                                      | republika               | angielski                                                                            | rupia maurytyjska       |
| Mozambik                          | Maputo        | Republika Mozambiku                                       | republika               | portugalski                                                                          | metical                 |
| Namibia                           | Windhuk       | Republika Namibii                                         | republika               | angielski                                                                            | dolar namibijski        |
| Niger                             | Niamey        | Republika Nigru                                           | republika               | francuski                                                                            | frank CFA               |
| Nigeria                           | Abudża        | Federalna Republika Nigerii                               | republika federalna     | angielski                                                                            | naira                   |
| Południowa Afryka                 | Pretoria 3)   | Republika Południowej Afryki                              | republika               | afrikaans, angielski, ndebele, pedi, soto, suazi, tsonga, tswana, venda, xhosa, zulu | rand                    |
| Republika Środkowoafrykańska      | Bangi         | Republika Środkowoafrykańska                              | republika               | francuski, sango                                                                     | frank CFA               |
| Republika Zielonego Przylądka     | Praia         | Republika Zielonego Przylądka                             | republika               | portugalski                                                                          | escudo                  |
| Rwanda                            | Kigali        | Republika Rwandy                                          | republika               | ruanda-rundi, angielski, francuski                                                   | frank rwandyjski        |
| Senegal                           | Dakar         | Republika Senegalu                                        | republika               | francuski                                                                            | frank CFA               |
| Seszele                           | Victoria      | Republika Seszeli                                         | republika               | kreolski seszelski, angielski, francuski                                             | rupia seszelska         |
| Sierra Leone                      | Freetown      | Republika Sierra Leone                                    | republika               | angielski                                                                            | leone                   |
| Somalia                           | Mogadiszu 4)  | Federalna Republika Somalii                               | republika               | somalijski, angielski, arabski                                                       | szyling somalijski      |
| Sudan                             | Chartum       | Republika Sudanu                                          | republika autorytarna   | angielski, arabski                                                                   | funt sudański           |
| Sudan Południowy                  | Dżuba         | Republika Sudanu Południowego                             | republika               | angielski                                                                            | funt południowosudański |
| Tanzania                          | Dodoma        | Zjednoczona Republika Tanzanii                            | republika federalna     | suahili                                                                              | szyling tanzański       |
| Togo                              | Lomé          | Republika Togijska                                        | republika               | francuski                                                                            | frank CFA               |
| Tunezja                           | Tunis         | Republika Tunezyjska                                      | republika               | arabski                                                                              | dinar tunezyjski        |
| Uganda                            | Kampala       | Republika Ugandy                                          | republika               | suahili, angielski                                                                   | szyling ugandyjski      |
| Wybrzeże Kości Słoniowej          | Jamusukro 5)  | Republika Wybrzeża Kości Słoniowej                        | republika               | francuski                                                                            | frank CFA               |
| Wyspy Świętego Tomasza i Książęca | São Tomé      | Demokratyczna Republika Wysp Świętego Tomasza i Książęcej | republika               | portugalski                                                                          | dobra                   |
| Zambia                            | Lusaka        | Republika Zambii                                          | republika               | angielski                                                                            | kwacha                  |
| Zimbabwe                          | Harare        | Republika Zimbabwe                                        | republika               | angielski                                                                            | dolar amerykański       |

1) Siedzibą władz jest Kotonu.

2) Siedziba parlamentu i króla to Lobamba.

3) Są też dwie inne stolice: Kapsztad (stolica legislacyjna) i Bloemfontein (stolica sądownicza).

4) Stolica oficjalna, faktyczną siedzibą władz i parlamentu są miasta Baidoa i Jowhar.

5) Siedzibą rządu jest Abidżan.

### Terytoria autonomiczne, zależne i państwa nieuznawane
| Terytorium                                                      | Stolica     | Nazwa oficjalna                                                 | Ustrój polityczny     | Języki oficjalne               | Waluta              |
| --------------------------------------------------------------- | ----------- | --------------------------------------------------------------- | --------------------- | ------------------------------ | ------------------- |
| Majotta                                                         | Mamoudzou   | Majotta                                                         | departament zamorski  | francuski                      | euro                |
| Reunion                                                         | Saint-Denis | Reunion                                                         | departament zamorski  | francuski                      | euro                |
| Sahara Zachodnia                                                | Al-Ujun     | Saharyjska Arabska Republika Demokratyczna                      | republika prezydencka | arabski, hiszpański            | dirham marokański   |
| Somaliland                                                      | Hargejsa    | Republika Somalilandu                                           | republika             | arabski, somalijski, angielski | szyling Somalilandu |
| Wyspa Świętej Heleny, Wyspa Wniebowstąpienia i Tristan da Cunha | Jamestown   | Wyspa Świętej Heleny, Wyspa Wniebowstąpienia i Tristan da Cunha | terytorium zamorskie  | angielski                      | funt Świętej Heleny |

## Ameryka Południowa

### Państwa
| Państwo           | Stolica       | Nazwa oficjalna                   | Ustrój polityczny   | Języki oficjalne                                           | Waluta                   |
| ----------------- | ------------- | --------------------------------- | ------------------- | ---------------------------------------------------------- | ------------------------ |
| Argentyna         | Buenos Aires  | Republika Argentyńska             | republika federalna | hiszpański, mapudungun, keczua, guarani, włoski, francuski | peso argentyńskie        |
| Boliwia           | Sucre 1)      | Wielonarodowe Państwo Boliwia     | republika           | hiszpański i 36 języków lokalnych                          | boliviano                |
| Brazylia          | Brasília      | Federacyjna Republika Brazylii    | republika federalna | portugalski                                                | real brazylijski         |
| Chile             | Santiago      | Republika Chile                   | republika           | hiszpański                                                 | peso chilijskie          |
| Ekwador           | Quito         | Republika Ekwadoru                | republika           | hiszpański                                                 | dolar amerykański        |
| Gujana            | Georgetown    | Kooperacyjna Republika Gujany     | republika           | angielski                                                  | dolar gujański           |
| Kolumbia          | Bogota        | Republika Kolumbii                | republika           | hiszpański                                                 | peso kolumbijskie        |
| Paragwaj          | Asunción      | Republika Paragwaju               | republika           | hiszpański, guarani                                        | guarani                  |
| Peru              | Lima          | Republika Peru                    | republika           | hiszpański, keczua, ajmara                                 | sol                      |
| Surinam           | Paramaribo    | Republika Surinamu                | republika           | niderlandzki                                               | dolar surinamski         |
| Trynidad i Tobago | Port-of-Spain | Trynidad i Tobago                 | republika           | angielski                                                  | dolar Trynidadu i Tobago |
| Urugwaj           | Montevideo    | Wschodnia Republika Urugwaju      | republika           | hiszpański                                                 | peso urugwajskie         |
| Wenezuela         | Caracas       | Boliwariańska Republika Wenezueli | republika federalna | hiszpański                                                 | boliwar fuerte           |

1) Siedzibą rządu jest La Paz.

### Terytoria autonomiczne i zależne
| Terytorium                               | Stolica           | Nazwa oficjalna                          | Ustrój polityczny                                 | Języki oficjalne         | Waluta            |
| ---------------------------------------- | ----------------- | ---------------------------------------- | ------------------------------------------------- | ------------------------ | ----------------- |
| Aruba                                    | Oranjestad        | Aruba                                    | samorządny kraj członkowski Królestwa Niderlandów | niderlandzki, papiamento | florin arubański  |
| Bonaire                                  | Kralendijk        | Bonaire                                  | gmina zamorska                                    | holenderski, papiamento  | dolar amerykański |
| Curaçao                                  | Willemstad        | Kraj Curaçao                             | samorządny kraj członkowski Królestwa Niderlandów | holenderski, papiamento  | gulden karaibski  |
| Falklandy                                | Stanley           | Falklandy                                | terytorium zamorskie                              | angielski                | funt falklandzki  |
| Georgia Południowa i Sandwich Południowy | King Edward Point | Georgia Południowa i Sandwich Południowy | terytorium zamorskie                              | angielski                | funt brytyjski    |
| Gujana Francuska                         | Kajenna           | Gujana Francuska                         | departament zamorski                              | francuski                | euro              |

## Ameryka Północna

### Państwa
| Państwo                   | Stolica        | Nazwa oficjalna                | Ustrój polityczny        | Języki oficjalne                              | Waluta                     |
| ------------------------- | -------------- | ------------------------------ | ------------------------ | --------------------------------------------- | -------------------------- |
| Antigua i Barbuda         | Saint John’s   | Antigua i Barbuda              | monarchia konstytucyjna  | angielski                                     | dolar wschodniokaraibski   |
| Bahamy                    | Nassau         | Wspólnota Bahamów              | monarchia konstytucyjna  | angielski                                     | dolar bahamski             |
| Barbados                  | Bridgetown     | Barbados                       | republika                | angielski                                     | dolar barbadoski           |
| Belize                    | Belmopan       | Belize                         | monarchia konstytucyjna  | angielski                                     | dolar belizeński           |
| Dominika                  | Roseau         | Wspólnota Dominiki             | republika                | angielski                                     | dolar wschodniokaraibski   |
| Dominikana                | Santo Domingo  | Republika Dominikańska         | republika                | hiszpański                                    | peso dominikańskie         |
| Grenada                   | Saint George’s | Grenada                        | monarchia konstytucyjna  | angielski                                     | dolar wschodniokaraibski   |
| Gwatemala                 | Gwatemala      | Republika Gwatemali            | republika                | hiszpański                                    | quetzal                    |
| Haiti                     | Port-au-Prince | Republika Haiti                | republika                | francuski, haitański                          | gourde                     |
| Honduras                  | Tegucigalpa    | Republika Hondurasu            | republika                | hiszpański                                    | lempira                    |
| Jamajka                   | Kingston       | Jamajka                        | monarchia konstytucyjna  | angielski, kreolski jamajski                  | dolar jamajski             |
| Kanada                    | Ottawa         | Kanada                         | monarchia konstytucyjna  | angielski, francuski                          | dolar kanadyjski           |
| Kostaryka                 | San José       | Republika Kostaryki            | republika                | hiszpański                                    | colón                      |
| Kuba                      | Hawana         | Republika Kuby                 | republika socjalistyczna | hiszpański                                    | peso kubańskie             |
| Meksyk                    | Meksyk         | Meksykańskie Stany Zjednoczone | republika federalna      | hiszpański                                    | peso meksykańskie          |
| Nikaragua                 | Managua        | Republika Nikaragui            | republika                | hiszpański                                    | córdoba                    |
| Panama                    | Panama         | Republika Panamy               | republika                | hiszpański                                    | balboa                     |
| Saint Kitts i Nevis       | Basseterre     | Federacja Saint Kitts i Nevis  | monarchia konstytucyjna  | angielski, kreolski                           | dolar wschodniokaraibski   |
| Saint Lucia               | Castries       | Saint Lucia                    | monarchia konstytucyjna  | angielski                                     | dolar wschodniokaraibski   |
| Saint Vincent i Grenadyny | Kingstown      | Saint Vincent i Grenadyny      | monarchia konstytucyjna  | angielski                                     | dolar wschodniokaraibski   |
| Salwador                  | San Salvador   | Republika Salwadoru            | republika                | hiszpański                                    | dolar amerykański, bitcoin |
| Stany Zjednoczone         | Waszyngton     | Stany Zjednoczone Ameryki      | republika federalna      | brak języka urzędowego na poziomie federalnym | dolar amerykański          |

### Terytoria autonomiczne i zależne
| Terytorium                           | Stolica             | Nazwa oficjalna                                           | Ustrój polityczny                                 | Języki oficjalne       | Waluta                             |
| ------------------------------------ | ------------------- | --------------------------------------------------------- | ------------------------------------------------- | ---------------------- | ---------------------------------- |
| Anguilla                             | The Valley          | Anguilla                                                  | terytorium zamorskie                              | angielski              | dolar wschodniokaraibski           |
| Bermudy                              | Hamilton            | Bermudy                                                   | terytorium zamorskie                              | angielski              | dolar bermudzki, dolar amerykański |
| Brytyjskie Wyspy Dziewicze           | Road Town           | Brytyjskie Wyspy Dziewicze                                | terytorium zamorskie                              | angielski              | dolar amerykański                  |
| Grenlandia                           | Nuuk                | Grenlandia                                                | autonomiczne terytorium Królestwa Danii           | grenlandzki            | korona duńska                      |
| Gwadelupa                            | Basse-Terre         | Gwadelupa                                                 | departament zamorski                              | francuski              | euro                               |
| Kajmany                              | George Town         | Kajmany                                                   | terytorium zamorskie                              | angielski              | dolar kajmański                    |
| Martynika                            | Fort-de-France      | Martynika                                                 | departament zamorski                              | francuski              | euro                               |
| Montserrat                           | Plymouth, Brades 1) | Montserrat                                                | terytorium zamorskie                              | angielski              | dolar wschodniokaraibski           |
| Portoryko                            | San Juan            | Wspólnota Portoryka Wolne Stowarzyszone Państwo Portoryko | terytorium stowarzyszone                          | hiszpański, angielski  | dolar amerykański                  |
| Saba                                 | The Bottom          | Saba                                                      | gmina zamorska                                    | holenderski, angielski | dolar amerykański                  |
| Saint-Barthélemy                     | Gustavia            | Wspólnota Saint-Barthélemy                                | zbiorowość zamorska                               | francuski              | euro                               |
| Saint-Martin                         | Marigot             | Wspólnota Saint-Martin                                    | zbiorowość zamorska                               | francuski              | euro                               |
| Saint-Pierre i Miquelon              | Saint-Pierre        | Wspólnota Terytorialna Saint-Pierre i Miquelon            | zbiorowość zamorska                               | francuski              | euro                               |
| Sint Eustatius                       | Oranjestad          | Sint Eustatius                                            | gmina zamorska                                    | holenderski, angielski | dolar amerykański                  |
| Sint Maarten                         | Philipsburg         | Sint Maarten                                              | samorządny kraj członkowski Królestwa Niderlandów | holenderski, angielski | gulden karaibski                   |
| Turks i Caicos                       | Cockburn Town       | Turks i Caicos                                            | terytorium zamorskie                              | angielski              | dolar amerykański                  |
| Wyspy Dziewicze Stanów Zjednoczonych | Charlotte Amalie    | Wyspy Dziewicze Stanów Zjednoczonych                      | nieinkorporowane terytorium zorganizowane         | angielski              | dolar amerykański                  |

1) Plymouth zostało zniszczone na skutek wybuchu wulkanu Soufrière Hills w 1995-1997, faktyczną stolicą jest miasto Brades.

## Azja

### Państwa
| Państwo                      | Stolica                       | Nazwa oficjalna                                  | Ustrój polityczny       | Języki oficjalne                                     | Waluta                  |
| ---------------------------- | ----------------------------- | ------------------------------------------------ | ----------------------- | ---------------------------------------------------- | ----------------------- |
| Afganistan                   | Kabul                         | Islamski Emirat Afganistanu                      | monarchia elekcyjna     | perski, paszto                                       | afgani                  |
| Arabia Saudyjska             | Rijad                         | Królestwo Arabii Saudyjskiej                     | monarchia absolutna     | arabski                                              | rial saudyjski          |
| Armenia                      | Erywań                        | Republika Armenii                                | republika               | ormiański                                            | dram                    |
| Azerbejdżan                  | Baku                          | Republika Azerbejdżanu                           | republika               | azerski                                              | manat azerski           |
| Bahrajn                      | Manama                        | Królestwo Bahrajnu                               | monarchia konstytucyjna | arabski                                              | dinar Bahrajnu          |
| Bangladesz                   | Dhaka                         | Ludowa Republika Bangladeszu                     | republika               | bengalski                                            | taka                    |
| Bhutan                       | Thimphu                       | Królestwo Bhutanu                                | monarchia konstytucyjna | dzongkha                                             | ngultrum                |
| Brunei                       | Bandar Seri Begawan           | Państwo Brunei Darussalam                        | monarchia absolutna     | malajski                                             | dolar Brunei            |
| Chiny                        | Pekin                         | Chińska Republika Ludowa                         | republika ludowa        | chiński                                              | yuan                    |
| Cypr                         | Nikozja                       | Republika Cypryjska                              | republika               | grecki, turecki                                      | euro                    |
| Filipiny                     | Manila                        | Republika Filipin                                | republika               | filipiński, angielski                                | peso filipińskie        |
| Gruzja                       | Tbilisi                       | Gruzja                                           | republika prezydencka   | gruziński                                            | lari                    |
| Indie                        | Nowe Delhi                    | Republika Indii                                  | republika federalna     | hindi, angielski                                     | rupia indyjska          |
| Indonezja                    | Dżakarta                      | Republika Indonezji                              | republika               | indonezyjski                                         | rupia indonezyjska      |
| Irak                         | Bagdad                        | Republika Iraku                                  | republika federalna     | arabski, kurdyjski                                   | dinar iracki            |
| Iran                         | Teheran                       | Islamska Republika Iranu                         | republika islamska      | perski                                               | rial irański            |
| Izrael                       | Tel Awiw-Jafa 1)              | Państwo Izrael                                   | republika               | hebrajski, arabski                                   | nowy szekel             |
| Japonia                      | Tokio                         | Japonia                                          | monarchia konstytucyjna | japoński                                             | jen                     |
| Jemen                        | Sana                          | Republika Jemeńska                               | republika               | arabski                                              | rial jemeński           |
| Jordania                     | Amman                         | Jordańskie Królestwo Haszymidzkie                | monarchia konstytucyjna | arabski                                              | dinar jordański         |
| Kambodża                     | Phnom Penh                    | Królestwo Kambodży                               | monarchia konstytucyjna | khmerski                                             | riel kambodżański       |
| Katar                        | Doha                          | Państwo Katar                                    | monarchia absolutna     | arabski                                              | rial katarski           |
| Kazachstan                   | Astana                        | Republika Kazachstanu                            | republika               | kazachski, rosyjski                                  | tenge                   |
| Kirgistan                    | Biszkek                       | Republika Kirgiska                               | republika               | kirgiski, rosyjski                                   | som                     |
| Korea Południowa             | Seul                          | Republika Korei                                  | republika               | koreański                                            | won południowokoreański |
| Korea Północna               | Pjongjang                     | Koreańska Republika Ludowo-Demokratyczna         | dżucze                  | koreański                                            | won północnokoreański   |
| Kuwejt                       | Kuwejt                        | Państwo Kuwejt                                   | monarchia konstytucyjna | arabski                                              | dinar kuwejcki          |
| Laos                         | Wientian                      | Laotańska Republika Ludowo-Demokratyczna         | republika ludowa        | laotański                                            | kip                     |
| Liban                        | Bejrut                        | Republika Libańska                               | republika               | arabski                                              | funt libański           |
| Malediwy                     | Male                          | Republika Malediwów                              | republika               | malediwski                                           | rupia malediwska        |
| Malezja                      | Kuala Lumpur                  | Malezja                                          | monarchia elekcyjna     | malajski                                             | ringgit                 |
| Mjanma                       | Naypyidaw                     | Republika Związku Mjanmy                         | dyktatura wojskowa      | birmański                                            | kiat                    |
| Mongolia                     | Ułan Bator                    | Mongolia                                         | republika               | mongolski                                            | tugrik                  |
| Nepal                        | Katmandu                      | Federalna Demokratyczna Republika Nepalu         | republika federalna     | nepalski                                             | rupia nepalska          |
| Oman                         | Maskat                        | Sułtanat Omanu                                   | monarchia absolutna     | arabski                                              | rial omański            |
| Pakistan                     | Islamabad                     | Islamska Republika Pakistanu                     | republika federalna     | angielski, urdu                                      | rupia pakistańska       |
| Rosja (część azjatycka)      | Moskwa                        | Federacja Rosyjska                               | republika federalna     | rosyjski, lokalnie także inne języki                 | rubel rosyjski          |
| Singapur                     | Singapur                      | Republika Singapuru                              | republika               | angielski, chiński (mandaryński), malajski, tamilski | dolar singapurski       |
| Sri Lanka                    | Sri Dźajawardanapura Kotte 2) | Demokratyczno-Socjalistyczna Republika Sri Lanki | republika               | syngaleski, tamilski, angielski                      | rupia lankijska         |
| Syria                        | Damaszek                      | Syryjska Republika Arabska                       | republika               | arabski                                              | funt syryjski           |
| Tadżykistan                  | Duszanbe                      | Republika Tadżykistanu                           | republika               | tadżycki                                             | somoni                  |
| Tajlandia                    | Bangkok                       | Królestwo Tajlandii                              | monarchia konstytucyjna | tajski                                               | bat                     |
| Timor Wschodni               | Dili                          | Demokratyczna Republika Timoru Wschodniego       | republika               | tetum, portugalski                                   | dolar amerykański       |
| Turcja(część azjatycka)      | Ankara                        | Republika Turcji                                 | republika parlamentarna | turecki                                              | lira turecka            |
| Turkmenistan                 | Aszchabad                     | Turkmenistan                                     | republika               | turkmeński                                           | manat turkmeński        |
| Uzbekistan                   | Taszkent                      | Republika Uzbekistanu                            | republika autorytarna   | uzbecki                                              | sum                     |
| Wietnam                      | Hanoi                         | Socjalistyczna Republika Wietnamu                | republika               | wietnamski                                           | đồng                    |
| Zjednoczone Emiraty Arabskie | Abu Zabi                      | Państwo Zjednoczonych Emiratów Arabskich         | monarchia federalna     | arabski                                              | dirham ZEA              |

1) Faktyczną stolicą jest Jerozolima.
2) Siedzibą władz jest Kolombo.

### Terytoria autonomiczne, zależne i państwa nieuznawane
| Terytorium                               | Stolica                                                      | Nazwa oficjalna                                                       | Ustrój polityczny                                            | Języki oficjalne                | Waluta             |
| ---------------------------------------- | ------------------------------------------------------------ | --------------------------------------------------------------------- | ------------------------------------------------------------ | ------------------------------- | ------------------ |
| Brytyjskie Terytorium Oceanu Indyjskiego | Diego Garcia                                                 | Brytyjskie Terytorium Oceanu Indyjskiego                              | terytorium zamorskie                                         | angielski                       | funt szterling     |
| Cypr Północny                            | Nikozja                                                      | Turecka Republika Północnego Cypru                                    | republika                                                    | turecki                         | lira turecka       |
| Hongkong                                 | Hongkong                                                     | Specjalny Region Administracyjny Chińskiej Republiki Ludowej Hongkong | Specjalny Region Administracyjny Chińskiej Republiki Ludowej | chiński(kantoński), angielski   | dolar hongkoński   |
| Makau                                    | Makau                                                        | Specjalny Region Administracyjny Chińskiej Republiki Ludowej Makau    | Specjalny Region Administracyjny Chińskiej Republiki Ludowej | chiński(kantoński), portugalski | pataca             |
| Osetia Południowa                        | Cchinwali                                                    | Republika Osetii Południowej                                          | republika                                                    | osetyjski, rosyjski             | rubel rosyjski     |
| Palestyna                                | Jerozolima (część wschodnia), Ramallah (siedziba prezydenta) | Palestyńskie Władze Narodowe                                          | republika                                                    | arabski                         | nowy szekel        |
| Tajwan                                   | Tajpej                                                       | Republika Chińska                                                     | republika                                                    | chiński                         | dolar tajwański    |
| Wyspa Bożego Narodzenia                  | Flying Fish Cove                                             | Terytorium Wyspy Bożego Narodzenia                                    | terytorium zewnętrzne                                        | angielski                       | dolar australijski |
| Wyspy Kokosowe                           | West Island 1)                                               | Terytorium Wysp Kokosowych (Keelinga)                                 | terytorium zewnętrzne                                        | angielski                       | dolar australijski |

1) Nieoficjalna stolica. Wyspy Kokosowe oficjalnie nie posiadają stolicy, siedzibą australijskiego administratora wysp jest Canberra.

## Australia i Oceania

### Państwa
| Państwo           | Stolica      | Nazwa oficjalna                       | Ustrój polityczny       | Języki oficjalne                               | Waluta              |
| ----------------- | ------------ | ------------------------------------- | ----------------------- | ---------------------------------------------- | ------------------- |
| Australia         | Canberra     | Związek Australijski                  | monarchia konstytucyjna | angielski                                      | dolar australijski  |
| Fidżi             | Suva         | Republika Fidżi                       | republika               | angielski, fidżyjski, hindustani               | dolar Fidżi         |
| Kiribati          | Bairiki      | Republika Kiribati                    | republika               | angielski, kiribati                            | dolar australijski  |
| Mikronezja        | Palikir      | Sfederowane Stany Mikronezji          | republika federalna     | angielski                                      | dolar amerykański   |
| Nauru             | Yaren 1)     | Republika Nauru                       | republika               | angielski, nauruański                          | dolar australijski  |
| Nowa Zelandia     | Wellington   | Nowa Zelandia                         | monarchia konstytucyjna | angielski, maoryski nowozelandzki język migowy | dolar nowozelandzki |
| Palau             | Ngerulmud    | Republika Palau                       | republika               | angielski, palau                               | dolar amerykański   |
| Papua-Nowa Gwinea | Port Moresby | Niezależne Państwo Papui-Nowej Gwinei | monarchia konstytucyjna | angielski, tok pisin, hiri motu                | kina                |
| Samoa             | Apia         | Niezależne Państwo Samoa              | monarchia konstytucyjna | samoański, angielski                           | tala                |
| Tonga             | Nukuʻalofa   | Królestwo Tonga                       | monarchia konstytucyjna | tonga, angielski                               | paʻanga             |
| Tuvalu            | Vaiaku       | Tuvalu                                | monarchia konstytucyjna | tuvalu, angielski                              | dolar australijski  |
| Vanuatu           | Port Vila    | Republika Vanuatu                     | republika               | bislama, angielski, francuski                  | vatu                |
| Wyspy Marshalla   | Majuro       | Republika Wysp Marshalla              | republika parlamentarna | marszalski, angielski                          | dolar amerykański   |
| Wyspy Salomona    | Honiara      | Wyspy Salomona                        | monarchia konstytucyjna | angielski                                      | dolar Wysp Salomona |

1) Nauru oficjalnie nie posiada stolicy, ale w Yaren znajduje się większość budynków rządowych.

### Terytoria autonomiczne i zależne
| Terytorium          | Stolica         | Nazwa oficjalna                         | Ustrój polityczny                     | Języki oficjalne                | Waluta                                |
| ------------------- | --------------- | --------------------------------------- | ------------------------------------- | ------------------------------- | ------------------------------------- |
| Guam                | Hagåtña         | Terytorium Guamu                        | terytorium nieinkorporowane           | angielski, czamorro             | dolar amerykański                     |
| Mariany Północne    | Chalan Kanoa 1) | Wspólnota Marianów Północnych           | autonomiczne terytorium stowarzyszone | angielski, czamorro, karoliński | dolar amerykański                     |
| Niue                | Alofi           | Niue                                    | autonomiczne terytorium stowarzyszone | angielski, niue                 | dolar nowozelandzki                   |
| Norfolk             | Kingston        | Terytorium Wyspy Norfolk                | terytorium zewnętrzne                 | angielski                       | dolar australijski                    |
| Nowa Kaledonia      | Numea           | Nowa Kaledonia                          | terytorium zależne                    | francuski                       | frank CFP                             |
| Pitcairn            | Adamstown       | Wyspy Pitcairn, Henderson, Ducie i Oeno | terytorium zamorskie                  | angielski, pitkern              | dolar nowozelandzki                   |
| Polinezja Francuska | Papeete         | Polinezja Francuska                     | zbiorowość zamorska                   | francuski                       | frank CFP                             |
| Samoa Amerykańskie  | Fagatogo 2)     | Terytorium Samoa Amerykańskiego         | terytorium nieinkorporowane           | angielski, samoański            | dolar amerykański                     |
| Tokelau             | Nukunonu        | Tokelau                                 | terytorium zależne Nowej Zelandii     | tokelau, angielski              | dolar nowozelandzki                   |
| Wallis i Futuna     | Mata-Utu        | Terytorium Wysp Wallis i Futuna         | zbiorowość zamorska                   | francuski                       | frank CFP                             |
| Wyspy Cooka         | Avarua          | Wyspy Cooka                             | autonomiczne terytorium stowarzyszone | angielski, maoryski Wysp Cooka  | dolar nowozelandzki, dolar Wysp Cooka |

1) Faktyczną stolicą jest Capitol Hill. Terytorium to nie posiada oficjalnej stolicy.
2) Wiele źródeł podaje błędnie, że stolicą jest Pago Pago.

## Europa

### Państwa
| Państwo                  | Stolica      | Nazwa oficjalna                                              | Ustrój polityczny                   | Języki oficjalne                      | Waluta            |
| ------------------------ | ------------ | ------------------------------------------------------------ | ----------------------------------- | ------------------------------------- | ----------------- |
| Albania                  | Tirana       | Republika Albanii                                            | republika                           | albański                              | lek               |
| Andora                   | Andora       | Księstwo Andory                                              | monarchia konstytucyjna             | kataloński                            | euro              |
| Austria                  | Wiedeń       | Republika Austrii                                            | republika federalna                 | niemiecki                             | euro              |
| Belgia                   | Bruksela     | Królestwo Belgii                                             | monarchia parlamentarna             | francuski, niderlandzki, niemiecki    | euro              |
| Białoruś                 | Mińsk        | Republika Białorusi                                          | republika prezydencka               | białoruski, rosyjski                  | rubel białoruski  |
| Bośnia i Hercegowina     | Sarajewo     | Bośnia i Hercegowina                                         | republika federalna                 | bośniacki, chorwacki, serbski         | marka zamienna    |
| Bułgaria                 | Sofia        | Republika Bułgarii                                           | republika parlamentarna             | bułgarski                             | lew               |
| Chorwacja                | Zagrzeb      | Republika Chorwacji                                          | republika semiprezydencka           | chorwacki                             | euro              |
| Czarnogóra               | Podgorica    | Czarnogóra                                                   | republika                           | czarnogórski                          | euro              |
| Czechy                   | Praga        | Republika Czeska                                             | republika parlamentarna             | czeski                                | korona czeska     |
| Dania                    | Kopenhaga    | Królestwo Danii                                              | monarchia parlamentarna             | duński                                | korona duńska     |
| Estonia                  | Tallinn      | Republika Estońska                                           | republika                           | estoński                              | euro              |
| Finlandia                | Helsinki     | Republika Finlandii                                          | republika semiprezydencka           | fiński, szwedzki                      | euro              |
| Francja                  | Paryż        | Republika Francuska                                          | republika                           | francuski                             | euro              |
| Grecja                   | Ateny        | Republika Grecka                                             | republika parlamentarna             | grecki                                | euro              |
| Hiszpania                | Madryt       | Królestwo Hiszpanii                                          | monarchia parlamentarna             | hiszpański                            | euro              |
| Holandia                 | Amsterdam 1) | Królestwo Niderlandów                                        | monarchia konstytucyjna             | niderlandzki, fryzyjski               | euro              |
| Irlandia                 | Dublin       | Irlandia                                                     | republika                           | irlandzki, angielski                  | euro              |
| Islandia                 | Reykjavík    | Republika Islandii                                           | republika parlamentarna             | islandzki                             | korona islandzka  |
| Liechtenstein            | Vaduz        | Księstwo Liechtensteinu                                      | monarchia konstytucyjna             | niemiecki                             | frank szwajcarski |
| Litwa                    | Wilno        | Republika Litewska                                           | republika parlamentarna             | litewski                              | euro              |
| Luksemburg               | Luksemburg   | Wielkie Księstwo Luksemburga                                 | monarchia parlamentarna             | luksemburski, niemiecki, francuski    | euro              |
| Łotwa                    | Ryga         | Republika Łotewska                                           | republika parlamentarna             | łotewski                              | euro              |
| Macedonia Północna       | Skopje       | Republika Macedonii Północnej                                | republika parlamentarna             | macedoński                            | denar             |
| Malta                    | Valletta     | Republika Malty                                              | republika                           | maltański, angielski                  | euro              |
| Mołdawia                 | Kiszyniów    | Republika Mołdawii                                           | republika                           | rumuński                              | lej mołdawski     |
| Monako                   | Monako       | Księstwo Monako                                              | monarchia konstytucyjna             | francuski                             | euro              |
| Niemcy                   | Berlin       | Republika Federalna Niemiec                                  | republika federalna                 | niemiecki                             | euro              |
| Norwegia                 | Oslo         | Królestwo Norwegii                                           | monarchia konstytucyjna             | norweski                              | korona norweska   |
| Polska                   | Warszawa     | Rzeczpospolita Polska                                        | republika parlamentarna             | polski                                | złoty             |
| Portugalia               | Lizbona      | Republika Portugalska                                        | republika parlamentarna             | portugalski                           | euro              |
| Rosja(część europejska)  | Moskwa       | Federacja Rosyjska                                           | republika federalna                 | rosyjski, lokalnie także inne języki  | rubel rosyjski    |
| Rumunia                  | Bukareszt    | Rumunia                                                      | republika parlamentarna             | rumuński                              | lej rumuński      |
| San Marino               | San Marino   | Republika San Marino                                         | republika                           | włoski                                | euro              |
| Serbia                   | Belgrad      | Republika Serbii                                             | republika                           | serbski                               | dinar serbski     |
| Słowacja                 | Bratysława   | Republika Słowacka                                           | republika parlamentarna             | słowacki                              | euro              |
| Słowenia                 | Lublana      | Republika Słowenii                                           | republika                           | słoweński                             | euro              |
| Szwajcaria               | Berno        | Konfederacja Szwajcarska                                     | republika federalna                 | niemiecki, francuski, włoski, romansz | frank szwajcarski |
| Szwecja                  | Sztokholm    | Królestwo Szwecji                                            | monarchia parlamentarna             | szwedzki                              | korona szwedzka   |
| Turcja(część europejska) | Ankara       | Republika Turcji                                             | republika parlamentarna             | turecki                               | lira turecka      |
| Ukraina                  | Kijów        | Ukraina                                                      | republika prezydencko-parlamentarna | ukraiński                             | hrywna            |
| Watykan                  | Watykan      | Państwo Watykańskie                                          | monarchia elekcyjna                 | łacina, włoski                        | euro              |
| Węgry                    | Budapeszt    | Węgry                                                        | republika                           | węgierski                             | forint            |
| Wielka Brytania          | Londyn       | Zjednoczone Królestwo Wielkiej Brytanii i Irlandii Północnej | monarchia parlamentarna             | angielski, walijski, gaelicki szkocki | funt szterling    |
| Włochy                   | Rzym         | Republika Włoska                                             | republika parlamentarna             | włoski                                | euro              |

1) Siedzibą rządu jest Haga.

### Terytoria autonomiczne, zależne i państwa nieuznawane
| Terytorium      | Stolica          | Nazwa oficjalna                      | Ustrój polityczny                       | Języki oficjalne               | Waluta                             |
| --------------- | ---------------- | ------------------------------------ | --------------------------------------- | ------------------------------ | ---------------------------------- |
| Abchazja        | Suchumi          | Republika Abchazji                   | republika                               | abchaski, rosyjski             | rubel rosyjski                     |
| Gagauzja        | Comrat           | Terytorium Autonomiczne Gagauzji     | republika                               | gagauski, rumuński, rosyjski   | lej mołdawski                      |
| Gibraltar       | Gibraltar        | Gibraltar                            | terytorium zamorskie                    | angielski                      | funt gibraltarski                  |
| Guernsey        | Saint Peter Port | Baliwat Guernsey                     | dependencja korony brytyjskiej          | angielski, francuski           | funt Guernsey, funt brytyjski      |
| Jan Mayen       | Jan Mayen        | Jan Mayen                            | terytorium zależne                      | norweski                       | korona norweska                    |
| Jersey          | Saint Helier     | Baliwat Jersey                       | dependencja korony brytyjskiej          | angielski, francuski           | funt Jersey, funt brytyjski        |
| Kosowo          | Prisztina        | Republika Kosowa                     | republika                               | albański, serbski              | euro                               |
| Naddniestrze    | Tyraspol         | Naddniestrzańska Republika Mołdawska | republika                               | mołdawski, rosyjski, ukraiński | rubel naddniestrzański             |
| Svalbard        | Longyearbyen     | Svalbard                             | terytorium zależne                      | norweski                       | korona norweska                    |
| Wyspa Man       | Douglas          | Wyspa Man                            | dependencja korony brytyjskiej          | angielski, język manx          | funt manx, funt brytyjski          |
| Wyspy Alandzkie | Maarianhamina    | Wyspy Alandzkie                      | prowincja autonomiczna Finlandii        | szwedzki                       | euro                               |
| Wyspy Owcze     | Thorshavn        | Wyspy Owcze                          | autonomiczne terytorium Królestwa Danii | farerski, duński               | korona Wysp Owczych, korona duńska |